# Mohamed Ihattaren
Mohamed Ihattaren, de son nom complet Mohamed-Amine Ihattaren, né le 12 février 2002 à Utrecht aux Pays-Bas, est un footballeur international marocain évoluant au poste de milieu offensif au RKC Waalwijk.

## Biographie

### Carrière en club

#### Enfance et jeunesse

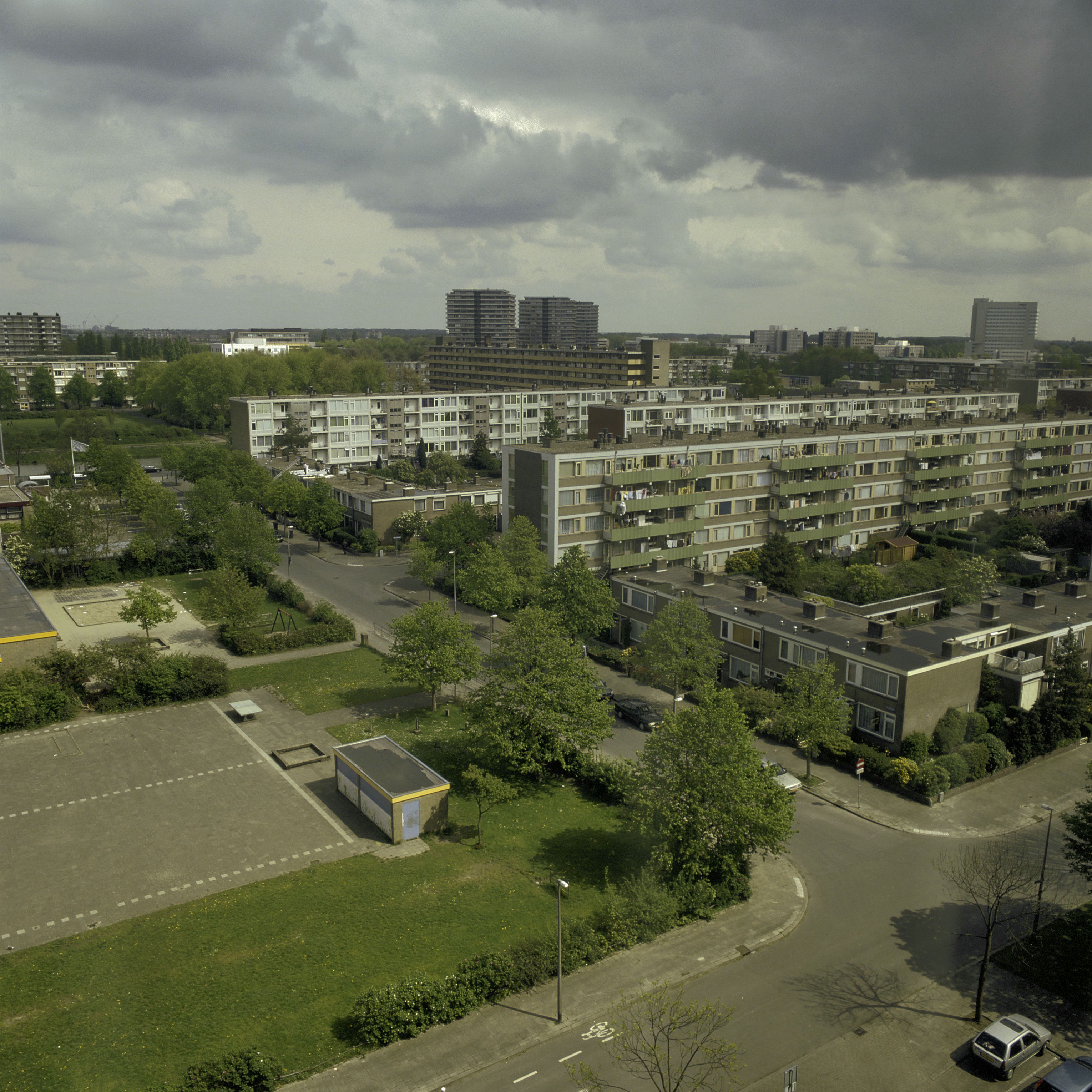
Cité de Kanaleneiland où Mohamed a grandi.

Mohamed-Amine Ihattaren naît à Utrecht, aux Pays-Bas, et grandit à Kanaleneiland (nl), quartier défavorisé d'Utrecht où vivent environ 16 000 habitants, principalement issus de l'immigration marocaine. De nombreux footballeurs internationaux en sont également originaires, dont Ibrahim Afellay et Ismaïl Aissati. Possédant la nationalité néerlandaise et marocaine, il est né de parents marocains, son père Mostapha Ihattaren (décédé en octobre 2019), est venu s'installer à Utrecht dans les années 1980 en provenance d'Al Hoceïma, ville située au nord du Maroc, dans la région du Rif. Ihattaren est inscrit par son père dans le club du SV Houten (nl) d'Utrecht en 2009. Étant un jeune joueur dans le club amateur, Mohammed Ihattaren est très vite perçu comme une future pépite dans sa ville natale.
Sous le coaching de Henri Vermeulen (nl), il participe à la totalité des matchs lors de ses débuts au SV Houten. Vermeulen déclare en 2018 : « Sa conduite de balle, ses dribbles et sa vision sont impressionnants. Ihattaren était à Utrecht une pépite très appréciée. Les petits du quartier de Kanaleneiland et ses amis de l'école venaient très souvent voir ses matchs. Il était souvent surnommé Ibi, en rapport avec la ressemblance de style de jeu qu'il possède vis-à-vis d'Ibrahim Afellay ». Il y évolue pendant un an avant d'être repéré par les recruteurs du PSV Eindhoven, qui n'hésitent pas à recruter le néerlando-marocain en 2010.

#### Formation au PSV Eindhoven (2010-2021)
Mohammed Ihattaren intègre l'académie du PSV Eindhoven en 2010. Entre 2016 et 2019, dans la catégorie des jeunes du PSV, il est entraîné par Adil Ramzi. Lors de la saison 2017-2018, il se voit sélectionné pour prendre part à la Youth Cup, compétition dans laquelle il atteint la finale qui se conclut sur une défaite de 2 à 1 face au FC Barcelone.
Au début de 2019, il est convoqué par Mark van Bommel pour un stage au Qatar avec l'équipe A. Le 11 janvier 2019, il fait ses débuts avec l'équipe A, entrant en jeu à la place d'Erick Gutiérrez dans un match amical face au Club Bruges (victoire 2-1). Après avoir fait bonne impression, l'entraîneur néerlandais décide d'intégrer le joueur binational dans l'équipe première du PSV Eindhoven en janvier 2019, le faisant signer jusqu'en juin 2022. Le 26 janvier 2019, alors qu'il a seulement 16 ans et 11 mois, il fait ses débuts professionnels avec le PSV Eindhoven, entrant en jeu à la place de Gastón Pereiro dans un match de championnat face au FC Groningue (victoire, 2-1). Ihattaren entre dans l'histoire en se classant quatrième joueur le plus jeune du PSV Eindhoven à évoluer avec l'équipe A. Il fait sa deuxième entrée en jeu à la 66e minute dans le match de championnat qui suit face au Fortuna Sittard (victoire 5-0). Il est titularisé pour la première fois le 2 mars 2019 dans un match d'Eredivisie face à l'Excelsior Rotterdam (victoire 2-0). Le 29 mars 2019, Mark van Bommel décide d'intégrer le Néerlando-Marocain définitivement en équipe A.
Lors de sa première titularisation de la saison 2019-2020, il inscrit son premier but en championnat face au Heracles Almelo (victoire 0-2). Dans le match qui suit, il est de nouveau titularisé en Ligue Europa face à Apollon et inscrit de nouveau son premier but en compétition européenne (victoire 3-0). Le 7 décembre 2019, Mohamed Ihattaren marque son second but en Eredivisie lors d'une victoire de 5-0 contre le Fortuna Sittard. Il marque le but à la 52e minute sur un penalty et dédie son but à son père, décédé un mois plus tôt. En marquant ce but, il devient le plus jeune joueur à marquer un but sur penalty dans l'histoire de l'Eredivisie (17 ans et 298 jours), battant l'ancien footballeur Ronald Koeman (17 ans et 325 jours). Mohamed Ihattaren intègre rapidement le onze de départ et débute chaque match en tant que titulaire. Il termine la saison en ayant disputé 22 matchs avec trois buts et trois passes décisives. En compétition européenne, il dispute neuf matchs, marque trois buts et délivre trois passes décisives. À cause de la pandémie de Covid-19, le championnat néerlandais est arrêté en février 2020. La fédération néerlandaise ne désigne aucun champion. Le PSV termine alors à la troisième place du championnat à six points de l'Ajax Amsterdam et l'AZ Alkmaar. Le 8 mai 2020, il est inclus dans le top 50 des meilleurs jeunes au niveau mondial par le site spécialisé de Football Talent Scout.
En première partie de saison 2020-21, Roger Schmidt est nommé entraîneur du PSV Eindhoven. Avec le recrutement de Mario Götze, l'entraîneur allemand écarte Mohamed Ihattaren de l'équipe type avant de le réintégrer l'effectif en décembre. Le 13 décembre, titularisé, il marque son premier but de la saison face au FC Utrecht à la 37e minute (victoire 2-1). Au cours de la saison, Mohamed Ihattaren rencontre plusieurs problèmes disciplinaires qui l'écarteront de l'effectif lors de plusieurs rencontres de championnat. Son entraîneur lui reproche de lancer beaucoup de messages visés sur les réseaux sociaux, chose que Roger Schmidt punit sévèrement. Les rapprochements entre le joueur et le club de l'Ajax sur Instagram génèrent des polémiques sur les réseaux sociaux ainsi que dans la presse néerlandaise. À la suite de cela, Mohamed Ihattaren est de nouveau puni par son club. Lors de son retour, le 4 avril 2021, il marque un but exceptionnel contre le Heracles Almelo en championnat néerlandais. Il célèbre son but en se rapprochant de la caméra en déclarant : « Personne ne peut me détruire ». Cette célébration fait à nouveau polémique aux Pays-Bas, la presse estimant que ce message serait adressé à son entraîneur Roger Schmidt. En conférence de presse, Roger Schmidt déclare : « Demandez-lui à lui quelle personne il visait exactement ». En pleine tension avec son propre club, Mohamed Ihattaren se déclare malade en fin de saison et manque les matchs contre le SC Heerenveen et le Willem II Tilburg. Le 16 mai, à l'occasion du dernier match de la saison contre le FC Utrecht, il est absent de la feuille de match, entraînant des spéculations sur un possible transfert du joueur. Il termine la saison vice-champion des Pays-Bas en ayant disputé 22 matchs en Eredivisie, quatre matchs en Ligue Europa et trois matchs en Coupe des Pays-Bas.
Lors de la reprise en juillet pour la saison 2021-22, le PSV Eindhoven affronte le Galatasaray SK à l'occasion des qualifications pour la Ligue des champions (victoire 5-1). Pendant 90 minutes, Mohamed Ihattaren reste sur le banc. Quelques jours avant le match retour au stade Fatih-Terim, Mohamed Ihattaren déclare forfait pour une blessure à l'oreille. Un jour plus tard, il est aperçu au centre d'entraînement de l'OGC Nice en compagnie de son agent Mino Raiola et du joueur de l'AZ Alkmaar Myron Boadu. Il est par conséquent puni par son club et est exclu de l'équipe première.

#### Juventus FC et prêts (2021-2023)
Le 31 août 2021, il s'engage pour quatre saisons à la Juventus FC pour un montant de huit millions d'euros. Il est directement prêté pour la durée d'une saison à l'UC Sampdoria. Le 2 novembre 2021, la presse italienne révèle que Mohamed Ihattaren est en dépression et qu'il réfléchit à mettre un terme à sa carrière footballistique,,,,. En l'espace d'une demi-saison, le joueur ne fait aucune entrée en jeu en club et est aperçu le 12 janvier 2022 à Utrecht en surpoids. Quelques jours plus tard, le club révèle un départ immédiat de Mohamed Ihattaren.
Le 30 janvier 2022, il est prêté jusqu'en fin de saison à l'Ajax Amsterdam. Lors de sa visite médicale il est en surpoids de 15 kg,,. Il fait ses débuts en deuxième division néerlandaise avec l'équipe des Jong Ajax. En avril 2022, il apparaît pour la première fois avec l'effectif professionnel de l'Ajax Amsterdam. Le 17 avril 2022, il dispute son premier match avec l'équipe première de l'Ajax sous Erik ten Hag à l'occasion d'un match de Coupe des Pays-Bas face au PSV Eindhoven (défaite, 2-1). Le 11 mai 2022, il est sacré champion des Pays-Bas après une victoire de 5-0 face au SC Heerenveen. Après le match, il célèbre le sacre avec un drapeau du Maroc, remettant en doute son choix international. Un jour plus tard, le 12 mai 2022, son entraîneur Erik ten Hag est remplacé par Alfred Schreuder.
En juillet 2022, il prend part à plusieurs matchs amicaux lors de la présaison de l'Ajax Amsterdam et tape à l'œil de l'entraîneur Alfred Schreuder. Son début remarquable est freinée par une polémique médiatique révélant des menaces de mort envers Mohamed Ihattaren. Le joueur est mis de côté et ne participe pas aux stages en Autriche avec l'effectif professionnel. Il rate plusieurs matchs amicaux ainsi que la Supercoupe des Pays-Bas face au PSV Eindhoven (défaite, 5-3).
Le 28 juillet 2023, la Juventus FC résilie officiellement le contrat de Mohamed Ihattaren.

#### Mauvaise expérience à Samsunspor (2023)
Le 1er août 2023, Ihattaren s'engage librement pour quatre saisons à Samsunspor, club promu en Süper Lig. Lors de son arrivée en Turquie, il est accueilli par une foule de supporters à l'aéroport. Un jour plus tard, il est viré à la suite d'une demande de salaire jugée astronomique par le staff du club.

#### Slavia Prague (2023-2024)
Le 4 décembre 2023, le Slavia Prague annonce via ses réseaux sociaux la signature de Mohamed Ihattaren jusqu'en fin de saison avec un option d'achat de trois saisons.
Quatre mois plus tard, il est viré par le club pour manque de professionnalisme, sans pour autant avoir fait ses débuts.

### En sélection

#### Parcours junior avec les Pays-Bas
En 2018, il remporte l'Euro 2018 des moins de 17 ans avec les l'équipe des Pays-Bas de moins de 17 ans, après une séance de tirs au but dans une finale face à l'équipe d'Italie des moins de 17 ans. Lors de cette compétition, il délivre quatre passes décisives : deux en phase de groupe, contre l'Allemagne et la Serbie, une en quart contre l'Irlande, et enfin une dernière lors de la finale.

#### Entre le Maroc et les Pays-Bas
Possédant la double nationalité néerlandaise et marocaine, son choix de sélection est abordé en février 2019 lors d'un interview avec Adil Ramzi, son entraîneur lors de son parcours junior avec le PSV Eindhoven. Il déclare : « J'ai beaucoup de contacts avec Mo, c'est à lui de faire ses choix personnels. D'après moi, tu es Marocain malgré que tu es né aux Pays-Bas. C'est à lui de faire son choix avec son cœur et quoi qu'il choisit, je serai toujours derrière lui ».
Au début de 2019, Ihattaren passe dans le radar de la fédération marocaine. Mark Wotte, sélectionneur de l'équipe olympique du Maroc déclare : « On le suit depuis plusieurs années. J'ai même prévenu Hervé Renard sur ses débuts professionnels. Sa réaction était qu'il était un joueur fantastique et qu'il est le bienvenu en sélection marocaine, mais que ce ne sera pas aussi facile de le convaincre ».
En mars 2019, Mohammed Ihattaren est contacté par Ronald Koeman, sélectionneur de l'équipe des Pays-Bas pour une éventuelle convocation avec les Oranjes. Ihattaren répondit au sélectionneur qu'il est en discussion avec sa famille pour le choix de sélection et qu'il souhaiterait continuer sa campagne avec l'équipe des Pays-Bas de moins de 19 ans avant quelconque choix entre les Pays-Bas et le Maroc.
En août 2019, il est pré-sélectionné par le nouveau sélectionneur du Maroc, Vahid Halilhodžić, pour deux matchs amicaux du Maroc qui ont lieu en septembre. Quelques jours plus tard, il est également pré-sélectionné avec les Pays-Bas espoirs. Il décline la convocation pour mettre son choix international de côté.

#### Choix définitif: Pays-Bas
En novembre 2019, il annonce qu'il choisit de jouer avec l’équipe nationale des Pays-Bas et pose avec le maillot de la sélection néerlandaise et son sélectionneur Ronald Koeman.
En août 2020, Mohamed Ihattaren est convoqué pour la première fois avec l'équipe nationale des Pays-Bas, par le sélectionneur intérimaire, Dwight Lodeweges, pour les matchs de Ligue des nations de septembre. Il ne joue toutefois aucun match lors de ce rassemblement.
Le 14 juin 2025, il révèle changer de nationalité sportive en voulant jouer pour l'équipe du Maroc,.

## Aspects socio-économiques

### Humanitaire
Alors qu'il signe son premier contrat professionnel au PSV Eindhoven, il fait une énorme donation à une association marocaine de Al Hoceïma pour la construction d'un puits.

### Polémique
À la suite de son choix international en faveur des Pays-Bas en novembre 2019, il est harcelé quelques jours plus tard par une bande de Néerlando-Marocains à l'aéroport d'Eindhoven, à la veille d'un match de Ligue Europa face au LASK.
Le 15 février 2020, à l'occasion d'un match de championnat à l'extérieur face à l'ADO La Haye, le public adverse concocte une chanson en ironisant les origines du joueur et la mort récente du père de Mohamed Ihattaren. La chanson est scandée par des milliers de supporters haguenais.
Le 17 juillet 2022, son entraîneur révèle que Mohamed Ihattaren reçoit régulièrement des menaces et qu'il visite régulièrement le joueur et sa famille à Utrecht,,,. Le 31 juillet 2022, le journaliste en affaires criminelles John van den Heuvel révèle au célèbre journal De Telegraaf que des individus criminels menacent régulièrement Mohamed Ihattaren à la suite d'une ex-relation avec une membre de leur famille,. Le 8 août 2022, John van den Heuvel réapparaît à la radio et à la télévision néerlandaise et révèle que Mohamed Ihattaren aurait conduit des criminels membres de la Mocro Maffia, suspects dans le procès Marengo en direction du tribunal d'Amsterdam à bord de sa voiture qui lui a été offerte par le club,. Quelques jours plus tard, son véhicule est retrouvé carbonisé à Utrecht,. Il aurait selon le journaliste, également rendu visite à un grand baron de la drogue à la prison d'Alphen-sur-le-Rhin,.
Le 20 septembre 2022, la voiture de son frère Yassir Ihattaren est incendié par des individus criminels non-identifiés. Une semaine plus tard, le 27 septembre 2022, c'est la Porsche Panamera de Mohamed Ihattaren stationné à Utrecht qui est incendié dans la nuit du lundi à mardi à 3h du matin.

### Vie privée
Le 26 septembre 2022, Mohamed Ihattaren épouse la Néerlando-Marocaine Yasmine Driouech à Utrecht aux Pays-Bas.

## Statistiques
| Saison                | Club                  | Championnat           | Championnat | Championnat | Coupe(s) nationale(s) | Coupe(s) nationale(s) | Supercoupe | Supercoupe | Compétition(s) continentale(s) | Compétition(s) continentale(s) | Compétition(s) continentale(s) | Total | Total |
| Saison                | Club                  | Division              | M.          | B.          | M.                    | B.                    | M.         | B.         | Comp.                          | M.                             | B.                             | M.    | B.    |
| 2018-2019             | PSV Eindhoven         | Eredivisie            | 12          | 0           | -                     | -                     | -          | -          | -                              | -                              | -                              | 12    | 0     |
| 2019-2020             | PSV Eindhoven         | Eredivisie            | 22          | 3           | 2                     | 1                     | -          | -          | C3                             | 9                              | 3                              | 33    | 7     |
| 2020-2021             | PSV Eindhoven         | Eredivisie            | 22          | 6           | 3                     | 0                     | -          | -          | C3                             | 4                              | 0                              | 29    | 6     |
| Sous-total            | Sous-total            | Sous-total            | 56          | 6           | 5                     | 1                     | -          | -          | -                              | 13                             | 3                              | 74    | 10    |
| 2021-2022             | UC Sampdoria (prêt)   | Serie A               | -           | -           | -                     | -                     | -          | -          | -                              | -                              | -                              | 0     | 0     |
| Sous-total            | Sous-total            | Sous-total            | -           | -           | -                     | -                     | -          | -          | -                              | -                              | -                              | 0     | 0     |
| 2021-2022             | Ajax Amsterdam (prêt) | Eredivisie            | -           | -           | 1                     | 0                     | -          | -          | C1                             | -                              | -                              | 1     | 0     |
| Sous-total            | Sous-total            | Sous-total            | 0           | 0           | 1                     | 0                     | 0          | 0          | -                              | 0                              | 0                              | 1     | 0     |
| 2022-2023             | Juventus FC           | Serie A               | -           | -           | -                     | -                     | -          | -          | C1                             | -                              | -                              | 0     | 0     |
| Sous-total            | Sous-total            | Sous-total            | -           | -           | -                     | -                     | -          | -          | -                              | -                              | -                              | 0     | 0     |
| 2023-2024             | Samsunspor            | Süper Lig             | -           | -           | -                     | -                     | -          | -          | -                              | -                              | -                              | 0     | 0     |
| Sous-total            | Sous-total            | Sous-total            | -           | -           | -                     | -                     | -          | -          | -                              | -                              | -                              | 0     | 0     |
| 2023-2024             | Slavia Prague         | Fortuna Liga          | -           | -           | -                     | -                     | -          | -          | C3                             | -                              | -                              | 0     | 0     |
| Sous-total            | Sous-total            | Sous-total            | -           | -           | -                     | -                     | -          | -          | -                              | -                              | -                              | 0     | 0     |
| Total sur la carrière | Total sur la carrière | Total sur la carrière | 56          | 6           | 6                     | 1                     | 0          | 0          | -                              | 13                             | 3                              | 75    | 10    |

## Palmarès

### En club
- PSV Eindhoven
  - Eredivisie :
    - Vice-champion : 2019
- Ajax Amsterdam
  - Coupe des Pays-Bas
    - Finaliste : 2021–22

### En sélection
- Pays-Bas -17 ans
  - Euro -17 ans
    - Vainqueur en 2018